# Cyrenidae
Cyrenidae zijn een familie van tweekleppigen uit de orde Veneroida.

## Taxonomie
De volgende geslachten zijn bij de familie ingedeeld:
- Batissa Gray, 1853
- Corbicula Megerle von Mühlfeld, 1811 (=Cyrena, Posostrea, Serrilaminula)
- Cyanocyclas Blainville, 1818 (= Neocorbicula)
- Cyrenobatissa Suzuki & Oyama, 1943
- Geloina Gray, 1842
- Polymesoda Rafinesque, 1820
- Villorita Gray, 1833